# Balalaika (film 1939)
Balalaika  è un film del 1939 diretto da Reinhold Schünzel che si basa sul musical Balalaika, libretto e musica di Eric Maschwitz, musiche di George Posford e Bernard Grun andato in scena a Londra il 22 dicembre 1936.
Il film fu candidato nel 1940 agli Oscar per il miglior sonoro.

## Trama

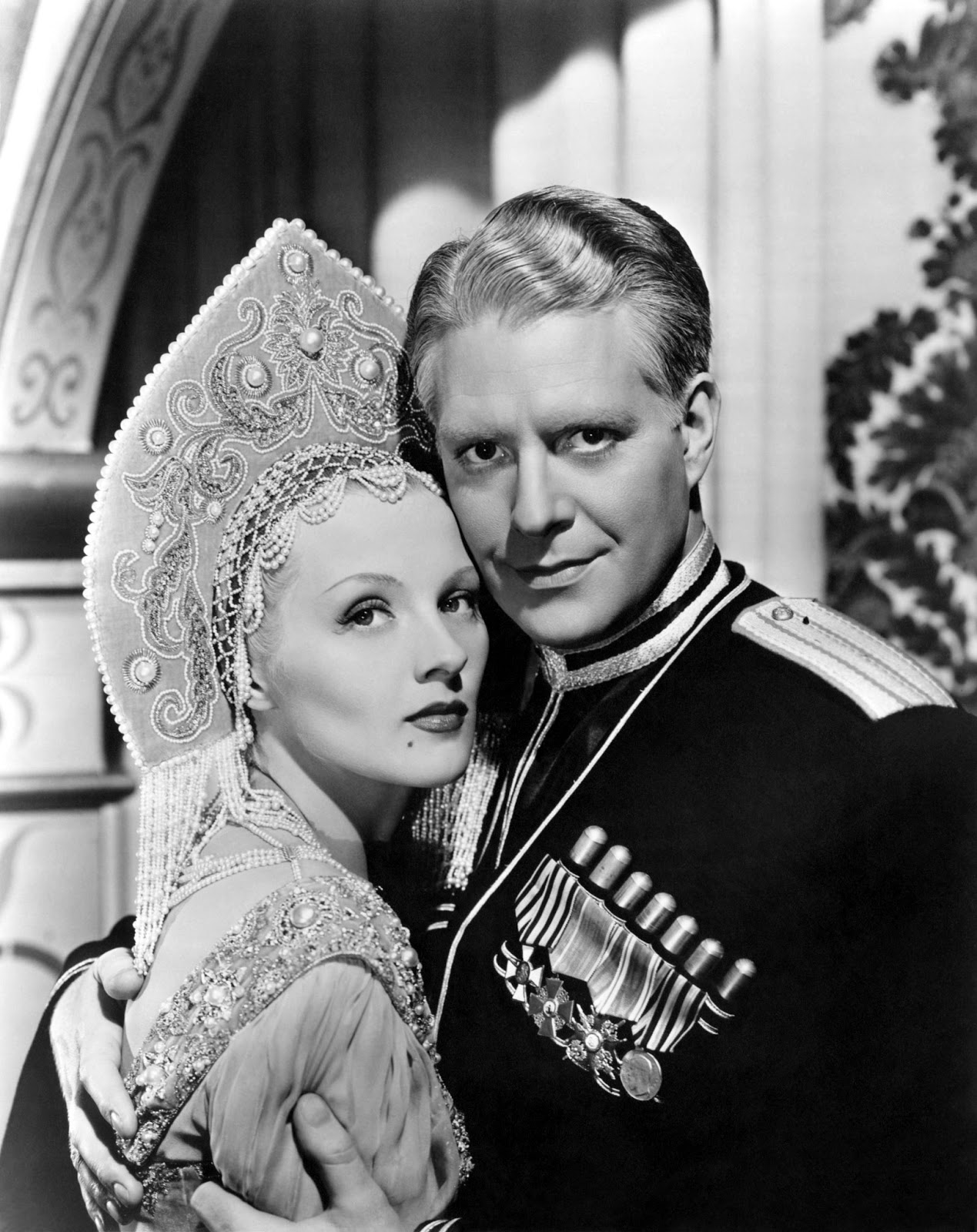
Ilona Massey e Nelson Eddy

Nel 1914, lo zar domina l'impero russo. Il principe Peter Karagin, ufficiale dei cosacchi, si trova al famoso Café Balalaika, dove è attesa la nuova stella del locale, la cantante Lydia Pavlovna Marakova. La donna dovrebbe intrattenere gli ufficiali, ma riesce a sottrarsi a quel dubbio onore fuggendo via. Karagin resta affascinato dalla ragazza e, facendosi passare per uno studente, si infiltra nella cerchia dei suoi amici e della sua famiglia, ignorando che sono tutti dei rivoluzionari. Intanto Nikky, il suo attendente, corteggia Masha, la domestica dei Marakov. Conquistato da Lydia, Peter fa pressione su Danchenoff, il direttore dell'Opera, per farle ottenere un'audizione. Danchenoff, stressato dalle continue richieste dei nobili e degli ufficiali che vogliono imporgli le loro amanti, questa volta resta piacevolmente sorpreso dal talento di Lydia.
Karagin ora passa a riscuotere. Ma, ormai innamorato, si pente per come si è comportato e Lydia, piena di comprensione, ammette di amarlo anche lei. Il dramma, però, è dietro l'angolo: Dimitri, il fratello di Lydia, resta ucciso durante i disordini che seguono a una carica di cosacchi che, guidati da Peter, cercano di disperdere dei manifestanti. Venuta a conoscenza di un piano che la sera del suo debutto all'Opera prevede l'assassinio di Peter e di suo padre, il generale Karagin, Lydia insiste con Peter per evitare che questi sia presente allo spettacolo, adducendo come scusa di essere troppo nervosa causa la sua presenza. Quella sera, però, il generale Karagin annuncia la notizia della guerra tra Germania e Russia: Makarov, il padre di Lydia, incaricato di essere l'esecutore dell'attentato, rinuncia a sparare, considerando che Karagin, valoroso militare, sarà un elemento importante delle forze russe contro il nemico. Tesi non raccolta da un altro dei rivoluzionari, Leo Proplinski, che, presa la pistola, spara al generale senza però riuscire ad ucciderlo.
Quando Lydia viene arrestata, Peter si rende finalmente conto di essersi innamorato di una rivoluzionaria. Ma l'amore è più forte della politica e lui libera la ragazza. La guerra, però, finisce per dividere i due amanti quando Peter viene inviato a combattere al fronte, in prima linea.
Passano alcuni anni. La rivoluzione ha rovesciato il vecchio regime e molti russi sono fuggiti in Francia, dove hanno trovato riparo, anche se nobili e principi devono lavorare per vivere, magari come autisti o portinai. Il luogo di ritrovo dei russi bianchi è il nuovo Caffè Balalaika, aperto da Nikki, l'ex attendente di Peter, che ora lavora agli ordini del suo vecchio sottoposto. La notte di Capodanno, in un'atmosfera nostalgica densa di ricordi, Nikki conduce Peter, candela in mano, davanti a uno specchio, dove il principe esprime il tradizionale desiderio di Capodanno, che per lui è quello di poter rivedere il suo vero e solo amore: Lydia. Che, come per incanto, appare all'improvviso alle sue spalle.

## Produzione
La Metro-Goldwyn-Mayer (MGM) pensò di produrre il film come veicolo per il soprano estone Miliza Korjus nel ruolo che poi sarebbe stato affidato a Ilona Massey. Le riprese iniziarono il 20 giugno 1939, due anni dopo il primo progetto del film; alcune scene aggiuntive furono girate in settembre.
I balletti portano la firma come coreografa di Albertina Rasch.

### Musica
Nella colonna sonora appare una selezione di brani dalla suite sinfonica Shéhérazade di Rimskij-Korsakov.

#### Canzoni
- At the Balalaika, Tanya, Ride, Cossack, Ride, Shadows on the Sand: parole e musica di Bob Wright e Chet Forrest
- Magic of Your Love: parole e musica di Gus Kahn

## Distribuzione
Il copyright del film, richiesto dalla Loew's Inc., fu registrato il 19 dicembre 1939 con il numero LP9347. Distribuito dalla Metro-Goldwyn-Mayer (MGM), il film uscì nelle sale cinematografiche statunitensi il 29 dicembre 1939 dopo essere stato presentato in prima a New York il 15 dicembre.

### Premi e riconoscimenti
Douglas Shearer e il Metro-Goldwyn-Mayer Studio Sound Department furono candidati ai Premi Oscar 1940 per il miglior sonoro.